# 吉田侃
吉田 侃（よしだ なおし、1935年〈昭和10年〉8月9日 - ）は日本の政治家。元新潟県中頸城郡中郷村長、元上越市議会議員。

## 来歴・人物
新潟県中頸城郡中郷村出身。当時日本曹達株式会社の付設工業高校であった三和高等学校を卒業。1993年４月中郷村助役、1996年11月中郷村長に就任、2005年の市町村合併まで務める。2003年、地方自治法と市町村の合併の特例に関する法律（合併特例法）に基づき設置された上越地域合併協議会副会長を兼任する。2005年1月、市町村合併に伴い失職。同年2月、上越地域14市町村の合併に伴い行われた上越市議会議員増員選挙で無投票当選。
2014年4月29日発令の「平成26年春の叙勲」で、旭日双光章を受章。
2017年、上越市で8年ぶりに市長選が行われた際には、現職の村山秀幸に挑んだ元市議の中川幹太の後援会長兼選対本部長を務めた。

## 住民訴訟

### 違法公金支出金請求訴訟
この訴訟は平成8、9年度（1996年4月 - 1998年3月）にわたって実施した村の行政改革推進事業で違法な公金支出があったとして、1998年に住民が、村長の吉田と東京都港区にあるコンサルティング会社の日本能率協会コンサルティング、同社の取締役二人を相手取り、計1350万円の返還を求める訴えを起こし、原告側の敗訴が確定したもの。平成8、9年度に実施された中郷村の行政改革推進事業は、日本能率協会コンサルティングに委託して行われた。平成8年度は、行政診断業務を、翌平成9年度は行政改革推進業務をおこなった。業務委託契約の締結および業務実施に当たっては、関係法令や財務規則に基づいて適切な執行がおこなわれていた。
これに対し、1998年8月21日、住民9人が、コンサルティング会社へ支払われた行政診断業務委託料300万円及び行政改革推進業務費1050万円は村の財務規則などに違反しているとして監査委員会に監査の請求をした。請求を受理した監査委員会は、詳細な調査を経て同年10月19日に、監査請求は不適当と結論付けて住民に通知した。監査委員から監査結果の通知を受けた住民ら10名のうち1名を除いた9名は、監査結果に不服があるとして、1998年11月8日、新潟地方裁判所に提訴した。訴訟内容は、行政業務の改善を目的としてコンサルティングによる支援を受けたと称して同会社に報酬を支払ったことが、地方自治法に反する違法な公金支出であるとして中郷村に代位し、村長である吉田侃及び同会社に対して支出金相当額の損害賠償を求めるとした。この訴えに対して、同裁判所は2002年3月29日に訴えは不適当であるとしこの請求を棄却すると判決を言い渡した。その後原告らは東京高等裁判所に控訴をおこなったが東京高裁は控訴を棄却。その後住民ら控訴人の上告断念により、被控訴人吉田侃と株式会社日本能率協会コンサルティングの勝訴が確定した。

### 慰謝料請求訴訟
中郷村は1997年12月18日、それまでの行政組織を見直し、従前の税務課と総務課を総務課に、企画課と産業課を企画振興課に福祉保健課と環境住民課を生活福祉課に、下水道課と建設課を建設開発課にそれぞれ統合し、新たに政策推進室を設ける組織改革を発表し、併せて職員異動内示をおこなった。この内示の発令により税務課長の職にあった職員は新たに税務課を統合した総務課参事の職にされたものの分業事務について何ら事務を命ぜられないまま、2001年1月1日の人事異動が決定されその後何の仕事もなく、見せしめ状態に置かれる嫌がらせを受けたとして中郷村及び村長である吉田侃個人を2001年1月6日、新潟地方裁判所高田支部に訴えた。原告村職員の訴えは国家賠償法1条1項、民法44条、同709条による損害賠償請求権に基づき、加えて被告吉田侃に対して民法709条による損害賠償権に基づきそれぞれ350万円の支払いと不法行為の日付である1998年1月1日から支払い済に至るまで300万円に対する民法所定の遅延賠償金の支払いを求めた。原告の請求に対して新潟地裁は原告の訴えを概ね認め、中郷村に賠償金支払いを命じた。しかし被告吉田侃との関係については賠償責任を負わないものとして原告の請求を棄却した。村はこの判決を不服として2000年12月20日に臨時議会を招集して訴訟の提起についての議決をおこない、翌21日東京高等裁判所に控訴した。その後2001年11月27日東京高裁は一審判決を取り消し被控訴人の請求棄却を決定。村の主張を全面的に認める判決を出した（裁判長裁判官村上敬一）。2002年4月26日、原告は同裁判所の判決を不服として最高裁に上告。その後最高裁第2法廷は同年4月26日上告の棄却を決定。これにより村と村長吉田侃の勝訴が確定した